# Yalganus
Yalganus is een geslacht van kevers uit de familie  
kniptorren (Elateridae).
Het geslacht is voor het eerst wetenschappelijk beschreven in 1975 door Neboiss.

## Soorten
Het geslacht omvat de volgende soorten:
- Yalganus hirticornis (Carter, 1939)
- Yalganus serricornis (Candèze, 1878)